# Rita Moss
Rita Moss (Akron, 4 de julho de 1918 – San Diego, 16 de julho de 2015) era uma cantora de jazz e baladas, notável pela sua extensão vocal de 4 oitavas. Embora tivesse aulas de piano quando criança, foi autodidata e multi-instrumentista, tocando órgão, piano e bateria.

## Carreira
Ela chamou a atenção pela primeira vez, na estréia no Park Avenue Restaurant de Nova Iorque, onde a recepção que teve do público levou-a a permanecer lá por mais de 7 meses. Apresentações em London, Ontário e Cleveland (Ohio) sucederam-se, incluindo atuações nos concertos do produtor, compositor e pianista de jazz Leonard Feather. Inicialmente apelidada de "Reta" Moss, seu primeiro single (disco compacto de vinil) foi lançado em 1950 pela gravadora Futurama, um selo fonográfico local dirigido pelo proprietário da gravadora Main Stem, Arthur Bangel. Bangel fundou a Futurama para gravar jazz, blues e rítmos, inclusive de artistas contemporâneos de bebop que tinham contratos com Leonard Feather no Carnegie Hall.
No início dos anos 50 Moss gravou alguns singles na gravadora Debonair, Decca Records e Mercury Records, incluindo um EP (Extended Play) com 4 músicas, em 1952, na Clef Records, (que teve seus catálogos absorvidos em 1956 pela Verve Records), com a orquestra de George Williams de Chicago. O seu primeiro LP, Introducing Rita Moss, seria lançado pela Epic Records somente em 1956. As seleções das músicas contidas no disco foram as padrões, cantadas por Lorenz Hart, Rodgers, Gershwin, Webster, Ellington; o lançamento foi notado porque uma das músicas era uma original de Moss. Um breve resumo na Billboard aponta o "extraordinário" alcance de sua voz e seu "estilo esquisito e jovial".
De 1957 a 1966 Moss parece ter focado sua carreira em turnês e apresentações em clubes noturnos. Singles esporádicos pipocaram em selos desconhecidas e um EP com 4 canções apareceu em seu selo fonográfico particular, Rozell, com sede em Los Angeles, incluindo pelo menos uma música de sua autoria, Bobby´s Blues, com direitos autorais sob o nome de Rita Roszelle. Este período mostra Moss trabalhando duro e aperfeiçoando-se com ginásticas vocais exóticas ao estilo da cantora lírica peruana Yma Sumac. O single The Gothic crédita o arranjo a Jack Montrose, uma peça chave do jazz da Costa Oeste. Na virada dos anos 60 Moss toca nos locais de show da área de Los Angeles, incluindo o Exotica Club de Hollywood e Tahitian Village. Em 1966 ela se apresenta num clube popular de San Diego onde o seu 2° LP, com gravações ao vivo, Rita Moss Reigns at Islandia, foi lançado pelo selo da casa Islandia e gerou uma aclamação local considerável pelo seu alcance vocal no estilo Yma Sumac e com vocais que imitavam os instrumentos musicais do jazz. Tocadas nas rádios e com cobertura de estações de rádio e estações de TVs, tais como KOGO, KFMX e KFMB (na época, onde Regis Philbin tinha seu famoso programa de entrevistas) atraiu a atenção da Dot Records que lançaria 3 LPs.
Talk to me, Tiger!, o primeiro LP pela Dot Records, reunia várias músicas que tinham sidas gravadas ao vivo no LP Islandia e algumas baladas; o próximo LP, Superb, teve os arranjos e a condução de Marty Paich. Em 1968, o 3° e último LP produzido pela Dot continha uma música que seria a mais conhecida e duradoura de sua carreira: Just a Dream Ago, apesar do LP ter incluso um precioso "cover" de Sleep Safe and Warm, tema do filme Rosemary's Baby.
Apesar de ser uma cantora cativante em suas apresentações em clubes noturnos, em vez de ser uma artista preocupada em divulgar suas gravações, a "Rainha Moss" para os seus fãs, não teve o seu impressionante talento vocal e ambidestria em um ambiente ao vivo, traduzido em recorde de vendas de discos e nem tornou-se famosa.[carece de fontes?]
Nos anos 90 Moss gravou um LP de jazz espiritual lançado por um selo fonográfico privado chamado Retep em San Diego (Califórnia). As composições eram na maioria de sua autoria, com as letras em parceria com o Dr. Russell Paul Schofield, diretor-fundador do Actualism for Lightworkers, um regime de treinamento espiritual[carece de fontes?], Moss continuou a se apresentar ao vivo em San Diego e Los Angeles, do ano 2000 em diante.

## Discografia
- 1950 - Tradin' In the Old for a New / I'm in the Middle Again; Futurama 3009 single[3]
- 1951 - Darlin' / Love Me or Please Let Me Be; Decca 27873 single 78rpm[10]
- 1953 - You Never Had It So Good / When Day Is Done; Mercury/Clef 89024 78rpm 89024x45 45rpm single[11]
- 1953 - You Never Had It So Good / When Day Is Done / Happiness Is Just a Thing Called Joe / Memories of You; Clef EPC 256 45rpm
- 1956 - Introducing Rita Moss; Epic LN 3201 LP (12"), Philips B-07865R (10")
- 1957 - My Ole Kentucky Home / I Should Know; Debonair 1839 single 45rpm[12]
- 1959 - A-side: Daydream / Bobby's Blues / flip side: unkn.; Rozell K80H-1198
- 1960 - Zatika Part 1 / Zatika Part 2; Rozell 205 single[13]
- 1961 - Jaggin' / Exactly Like You (as "Voices of Rita Moss); Gothic 003 45rpm single[14]
- 1964 - Jingle Bells / I'm Shooting High; Arvee 5084 single 45rpm[15]
- 1966 - Reigns at Islandia; retep RTP-M 1381 LP
- 1966 - Talk to me, tiger!; Dot DLP 25763 (S) 3763 (M) LP | digital re-release in 2011 on Cleopatra Records UPC: 885686557044
- 1968 - Superb; Dot DLP 25839 (S) 3838 (M) LP
- 1968 - Just a Dream Ago / The Measure of a Man; Dot 17120 45rpm single[16]
- 1968 - Just a Dream Ago; Dot DLP 25889 (S) LP
- 199? - Inner Experience; Retep CG-011 LP